# Hrvatski savez za nedjelju
Hrvatski savez za nedjelju, hrvatska mreža ustanova koja okuplja sindikate, građanske organizacije, vjerske zajednice, kulturne i akademske institucije čiji je cilj podizanje razine svijesti o jedinstvenoj vrijednosti usklađenoga radnoga vremena, te smatraju kako je prijeko potrebno osigurati jedan neradni dan za maksimalnu većinu građana. Osnivač je Franjevački institut za kulturu mira, s fra Božom Vuletom na čelu.
Cilj „Hrvatskog saveza za nedjelju“ je braniti i promicati nedjelju slobodnu od rada, dostojanstveno radno vrijeme i nepovredivost osobe radnika. Vizualni identitet Hrvatskog saveza za nedjelju kreirao je akademski slikar Boris Ljubičić.
19. travnja 2018. Sindikat trgovine Hrvatske (STH) je u Hrvatskom katoličkom sveučilištu u Zagrebu sklopio Ugovor o osnivanju udruge „Hrvatski savez za nedjelju“, čime je nastavio svoje dugogodišnje aktivnosti za neradnu nedjelju u djelatnosti trgovine. Uz STH su glavni partneri Franjevački institut za kulturu mira, Hrvatsko katoličko sveučilište, Savez samostalnih sindikata Hrvatske i ostale sindikalne središnjice, crkve, vjerske i civilne udruge u Republici Hrvatskoj. Nakon osnivanja održana je konferencija Društveni i gospodarski aspekt slobodne nedjelje u organizaciji Franjevačkog instituta za kulturu mira, Zaklade Konrad Adenauer i Hrvatskog katoličkog sveučilišta. Savezu je pristupilo 14 članova među kojima su predstavnici vjerskih zajednica, akademskih ustanova, sindikata i udruga.
Savez je koncem 2019. godine producirao dokumentarni film Sedmi dan redatelja Borisa Orešića, koji se bavi lošim iskustvima trgovačkih radnika prisiljenih raditi nedjeljom.
Mreža zagovara ideju da nije nužan rad nedjeljom. Pozivaju se na primjer Austrije, gdje unatoč činjenici da je u pitanju turistička zemlja, gdje samo grad Beč ima veće prihode od turizma od čitave Hrvatske, trgovine ne rade nedjeljom.